# St-Évroult (Mortain)

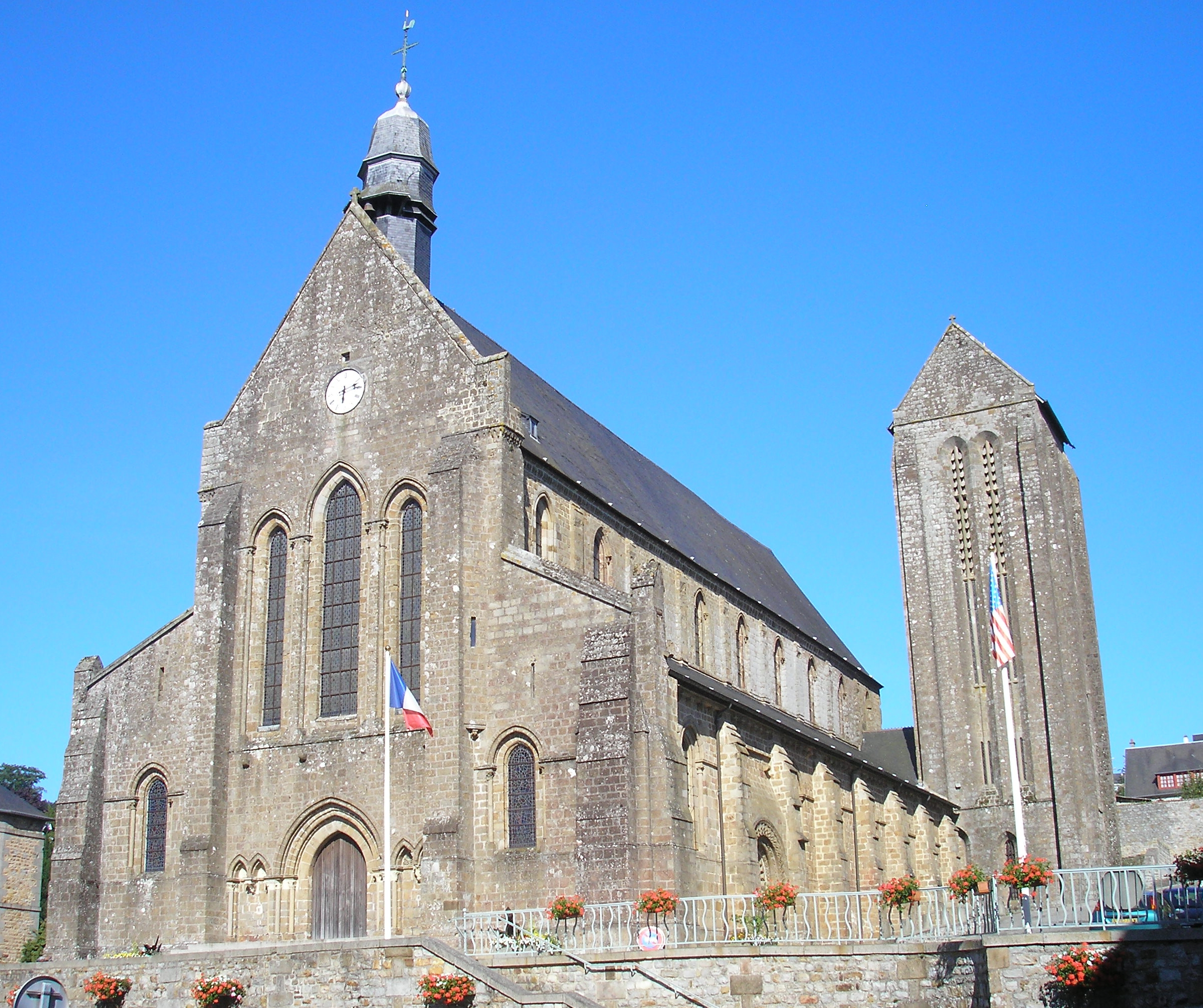
St. Evroult in Mortain

St. Évroult ist eine gotische Kirche in Mortain in der französischen Region Normandie. Seit 1840 ist sie als Monument historique klassifiziert.

## Geschichte
Der Vorgängerbau der heutigen dem Heiligen Ebrulf (französisch Évroult d’Ouche, † 706) geweihten Kirche wurde 1082 an gleicher Stelle von Robert de Conteville, einem Halbbruder Wilhelm des Eroberers, gegründet. Von dieser Kirche ist lediglich ein Portal erhalten geblieben.
Die heutige Kirche wurde zwischen 1220 und 1250 aus in der Nähe abgebauten braunem Granit errichtet. Zu den Geldgebern gehörte u. a. Gräfin Mathilde von Boulogne, eine Schwiegertochter des damaligen französischen Königs Philippe-Auguste.
Die Stiftskirche ist mehrfach durch kriegerische Ereignisse in Mitleidenschaft gezogen worden. So wurde sie 1562 in Teilen von Hugenotten in Brand gesteckt. Weitere Beschädigungen erfolgten zur Zeit der französischen Revolution. Im August 1944, während der Kämpfe im Rahmen des Unternehmens Lüttich, wurde sie von zahlreichen Bomben und Granaten getroffen, deren Explosionsschäden durch umfangreiche Restaurierungen in den letzten Jahren beseitigt wurden.

## Außenansicht
In der nüchtern wirkenden Westfassade eröffnet nur ein einzelnes, von je zwei spitzbögigen Blendarkaden flankiertes Portal den Zugang ins Kircheninnere. Rechts und links davon betonen zwei Fenster die basilikale Struktur der Kirche. Über dem Portal leiten drei hohe, schlanke Fenster in den Giebel über, der von einem 1809 aufgesetzten Glockentürmchen bekrönt wird. Darin befindet sich eine Glocke aus der Zeit Heinrichs IV.
Bekannt ist St. Évroult vor allem wegen des noch vom Vorgängerbau stammenden romanischen Portals an der Südseite, das typische Merkmale der normannischen Baukunst aufweist, wie z. B. die Ornamente aus Zickzack-Bändern oder Sägezähnen.
Ebenfalls an der Südseite der Kirche erhebt sich über dem rechten Querhausarm der Glockenturm, der durch seine Position an einen Campanile erinnert. Dieser Turm, einer der höchsten in der Normandie, besteht aus einem einzigen Schaft ohne richtige Turmspitze. Seine beiden länglichen, teilweise blinden Fensteröffnungen mit Stabwerk setzen wenige Meter oberhalb des Bodens an und reichen bis zum Giebel hinauf. Der Turm beherbergt im Erdgeschoss die Sakristei und in der darüber liegenden Etage ein kleines Museum.

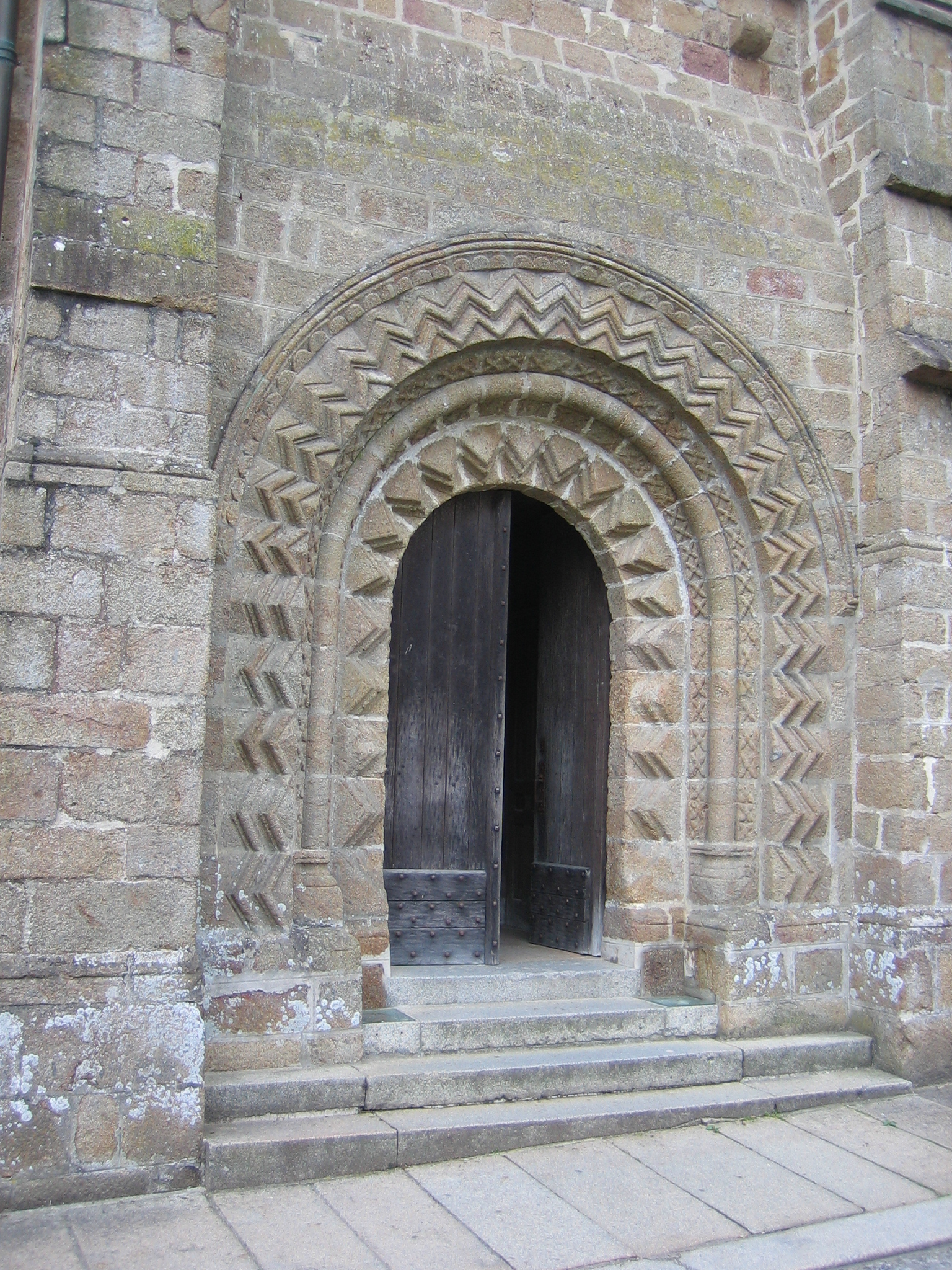
Romanisches Portal
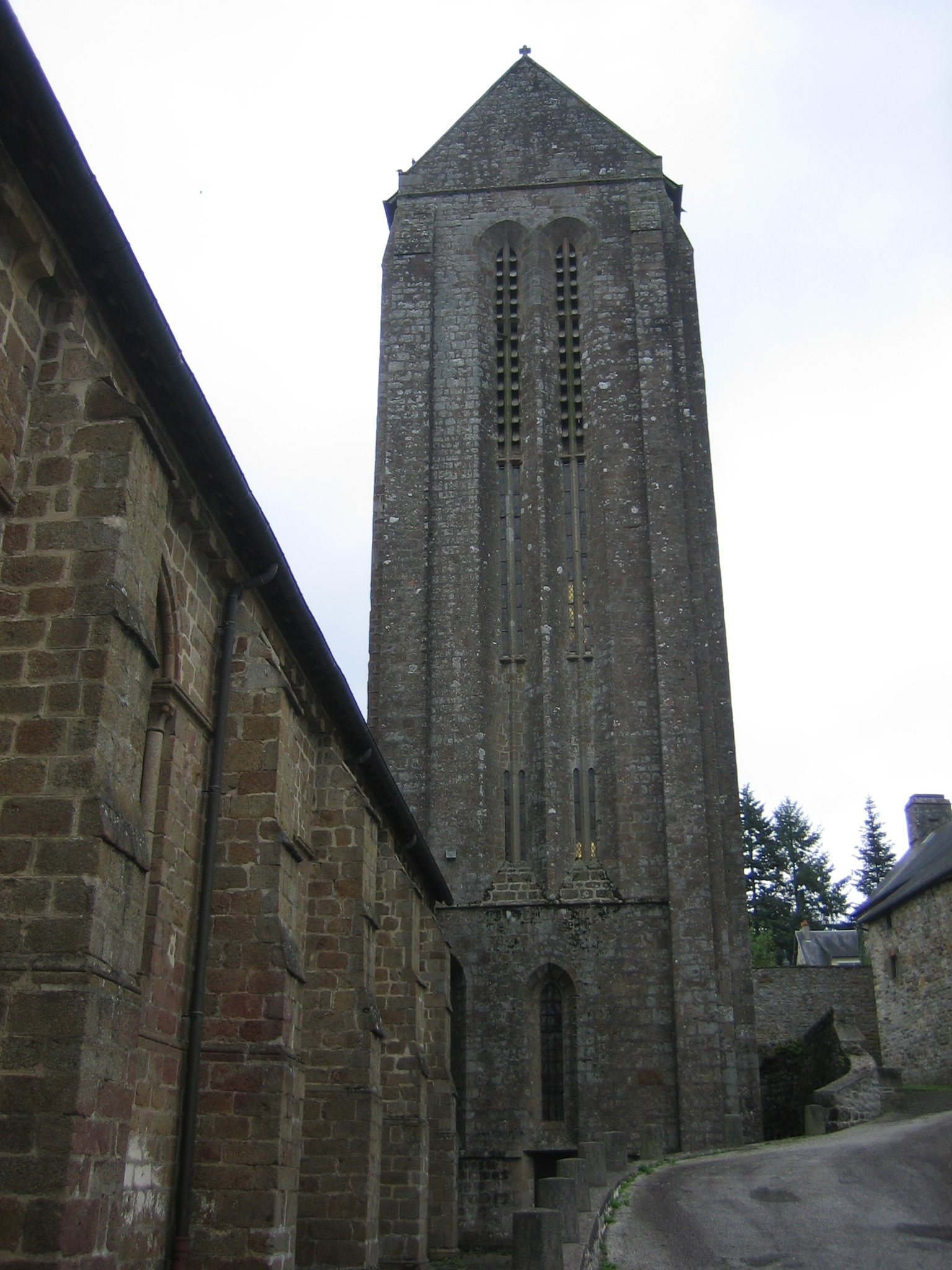
Glockenturm

## Innenansicht
Das neun Meter breite Hauptschiff wird durch die massig wirkenden runden Pfeiler geprägt. In der über den Arkaden liegenden Zone erkennt man in Nischen stehende Heiligenfiguren. Das hölzerne Tonnengewölbe stammt aus dem 16. Jahrhundert; es wurde erst bei den Restaurierungen im Jahre 1993 wieder freigelegt und war bis dahin durch ein Gewölbe aus Gips verdeckt, welches die Höhe des Innenraums um 5 Meter reduzierte.
Zu den beachtenswerten Ausstattungsstücken gehören ein Weihwasserkessel aus dem Jahr 1614 sowie die Orgel, der Hochaltar aus Marmor und das Kruzifix aus dem 18. Jahrhundert. Die Miserikordien des hölzernen Chorgestühls aus dem 15. Jahrhundert zeigen volkstümliche, zum Teil satirische Darstellungen. 
Die ursprünglichen Glasfenster wurden im Krieg zerstört – die jetzigen zeigen verschiedene Heilige, darunter im südlichen Seitenschiff u. a. den heiligen Evroult.
Auf dem Altar im nördlichen Seitenschiff steht eine Kopie der „Patrona Bavariae“, deren Original auf der Mariensäule in München zu sehen ist. Die Statue war 1982 anlässlich der 900-Jahr-Feier der Kirche von der bayrischen Partnergemeinde Thannhausen zum Geschenk gemacht worden.

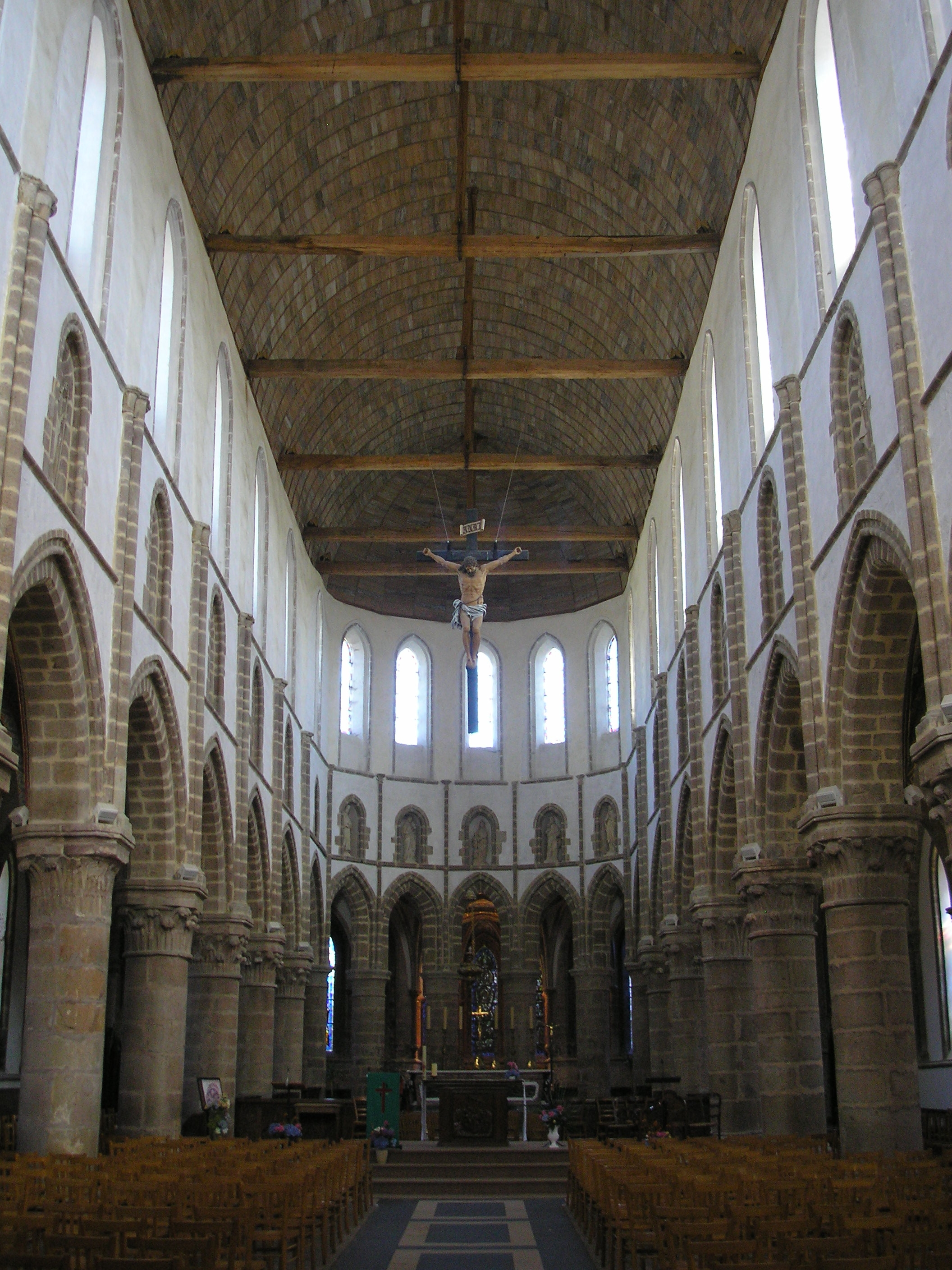
Mittelschiff
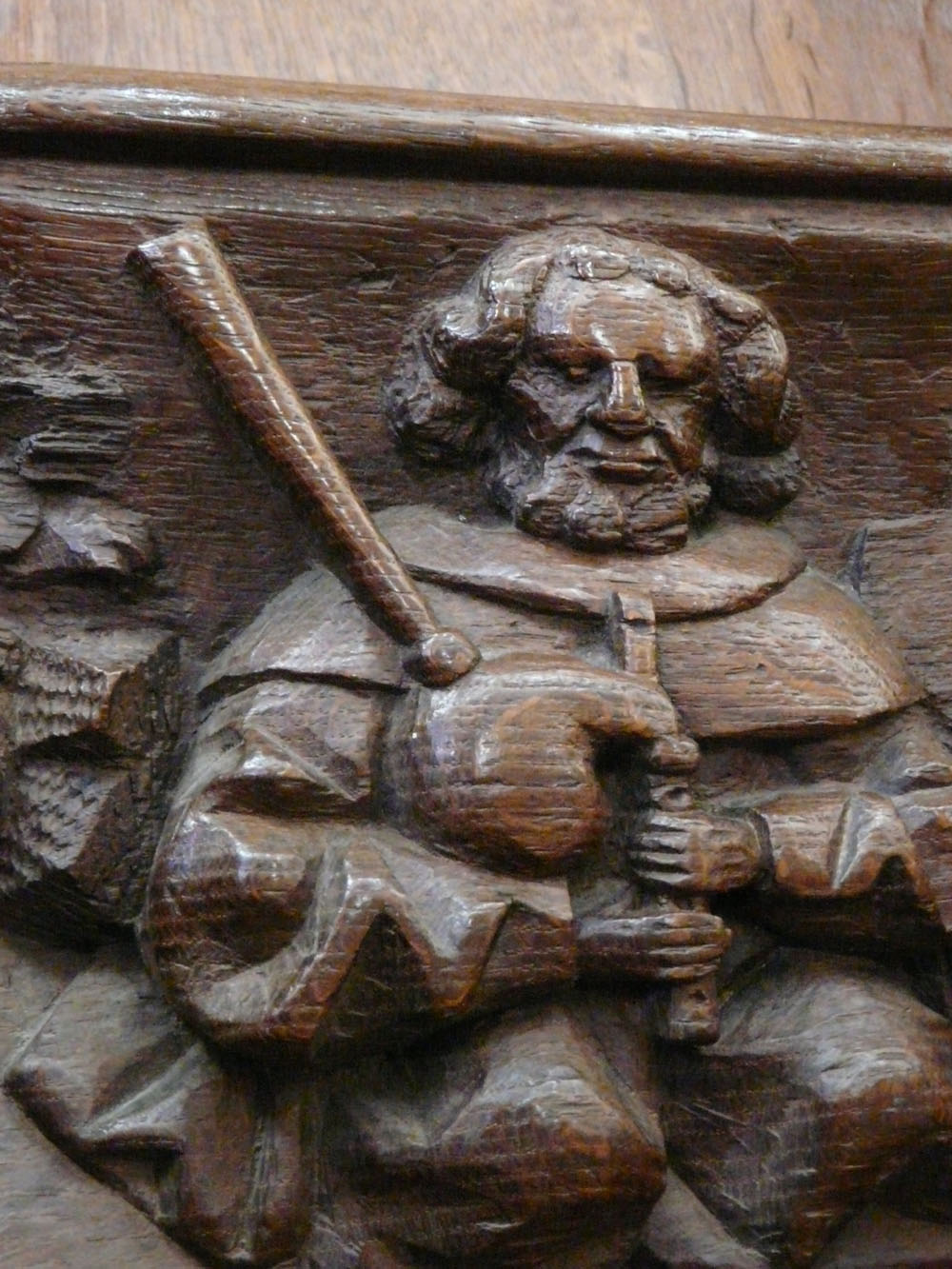
Miserikordie im Chorgestühl